# Rampelník

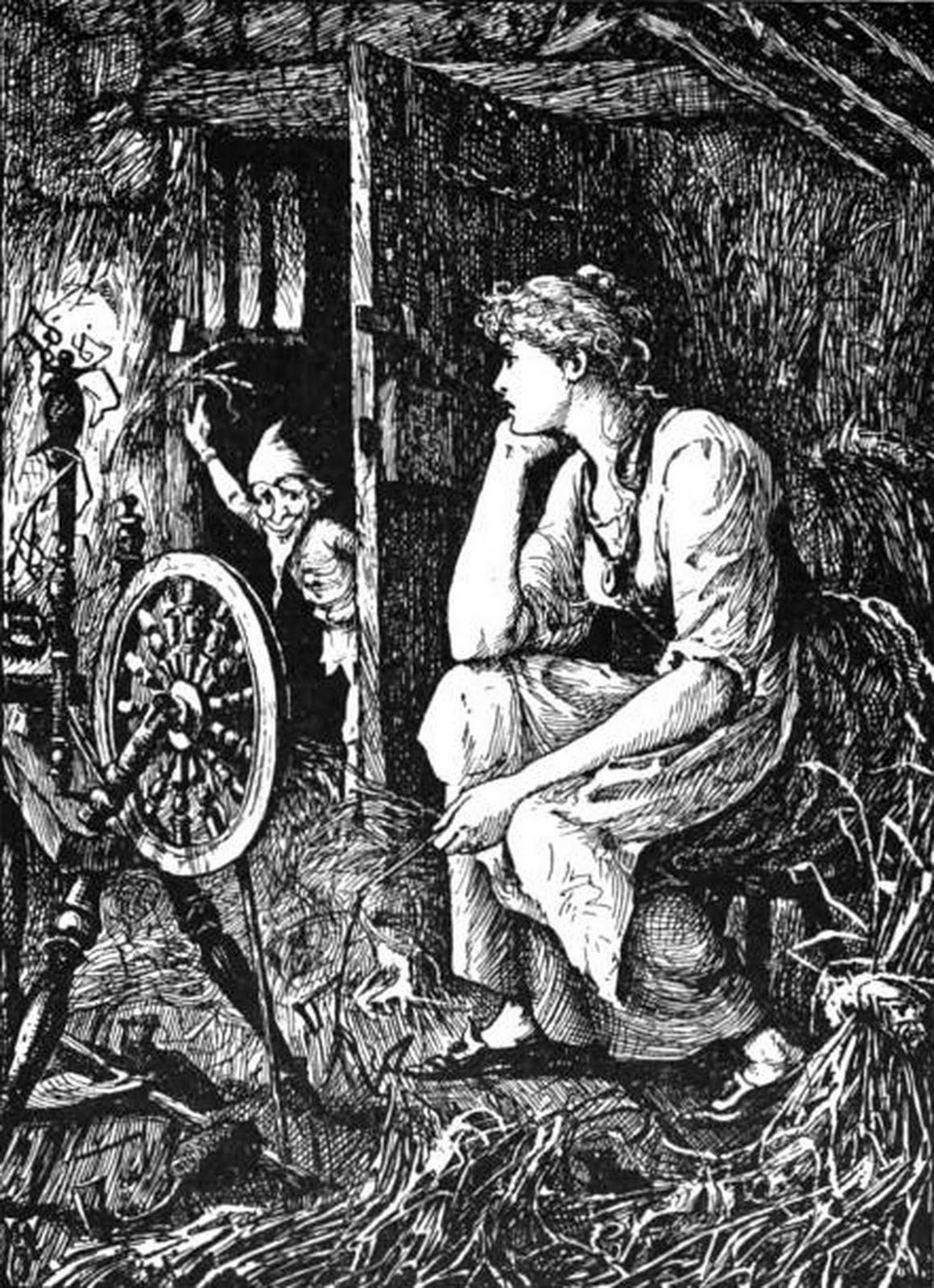
Ilustrace k pohádce Andrewa Langa The Blue Fairy Book z roku 1889

Rampelník (také Rumplcimprcampr, německy Rumpelstilzchen, anglicky Rumpelstiltskin) je pohádka zachycená poprvé bratry Grimmy (Pohádky bratří Grimmů, 1812), v ATK má číslo 500. Důležitým motivem pohádky je síla osobního jména, konkrétně se pomocí znalosti jména podaří hlavní postavě vyvázat ze smlouvy se zlým skřítkem, podle kterého se pohádka jmenuje (v češtině také Martin Zvonek, ve slovenštině Martinko Klingač). Námět pohádky je zřejmě velmi starobylý, odhaduje se na 4 000 let.

## Varianty
Existuje více variant, jádro tvoří příběh o mlynáři, který přesvědčí krále, aby si vzal jeho dceru s lživým tvrzením, že dcera umí upříst slámu ve zlato. Král požaduje důkaz tohoto umění a zároveň hrozí dívce tvrdým trestem, pokud by toho schopná nebyla. V nejvyšší nouzi se dívce zjeví skřítek, který pro ni zlato upřede, nicméně požaduje její prvorozené dítě. Po narození dítěte se královně podaří domluvit se skřítkem, že si dítě nevezme, pokud mladá matka do tří dnů uhodne jméno této nadpřirozené entity. Mladá královna (nebo služebník) poté během poslední noci nalezne doupě Rampelníka a vyslechne jeho jméno.

## Filmové a literární adaptace
Rampelník se také objevuje v některých filmech a seriálech (Shrek: Zvonec a konec, Bylo nebylo).

### V Česku
- Pohádku Boženy Němcové Zlatá přadlena natočila jako stejnojmennou televizní inscenaci v roce 1975 Věra Jordánová. I zde se skřítek jmenuje Rampelník[2]
- Téma též zpracoval Jan Werich v knize Úsměv klauna pod názvem RumplCimprCampr. Televizní pohádku RumplCimprCampr natočil na Werichův námět režisér Zdeněk Zelenka v roce 1997.[3]